# Пан (картина Врубеля)
«Пан» — картина російського художника Михайла Врубеля, написана в 1899 році, входить до «Казкового циклу» і вважається його вершиною .

## Сюжет
На картині Врубеля зображений Пан — персонаж давньогрецької міфології. Фон типового північноросійського пейзажу (рівнина, береза, ліс, річка) ріднить героя з образом лісовика . Над горизонтом видніється старий Місяць, що дозволяє говорити про те, що дія відбувається ранком. Пан представлений у вигляді зморшкуватого лисуватого старого з блакитними очима, невеликими рогами, кучерявою бородою і вузлуватими пальцями. Міфічний герой сидить, зігнувши ліве коліно, тримаючи в правій руці свій незмінний атрибут — флейту. Нижня частина його тіла покрита чорним волоссям. Створюється враження, що він виростає з пня або прямо з землі. Пан пильно стежить за всім, що відбувається навколо. Очі в нього блакитні, добрі, трохи лукаві. Сива борода, розпатлане волосся, два чорні роги на широкому лобі, могутні руки з довгими викривленими пальцями. Незвично бачити міфічну істоту на тлі російського пейзажу. Дане трактування образу героя як певної самостійної сили, тісно пов'язаної з природою, характерна і для інших картин «казкового циклу» Врубеля . В образі Пана-Лісовика, представленого на тлі сутінкової північної природи, Врубель намагався вловити «національну ноту» .
Голова нагадує голову на золотій монеті з Пантікапея (350-320-і роки до н. е.), а в позі є схожість з «Демоном сидячим» того ж автора, однак погляд звернений до глядача.

## Історія створення
Картина була написана в 1899 році під час перебування художника та його дружини в маєтку княгині Марії Тенишевой (Орловська губернія) . Спочатку Врубель почав писати портрет дружини на фоні лісового пейзажу, проте не закінчив. За кілька днів написав на тому ж полотні нову картину . Джерелом натхнення послужила розповідь Анатоля Франса «Святий сатир» (з циклу «Джерело святої Клари»)  .
Художник називав картину саме «Сатир» . І. Рєпін зауважив, що на картині «плече сатира зім'яте» .